# Anasi jezik
Anasi jezik (bapu; ISO 639-3: bpo), papuanski jezik istočnogeelvinkbayske porodice, kojim govori oko 2 000 ljudi (1993 R. Doriot) na indonezijskom dijelu otoka Nova Gvineja, u Irian Jayi, regencija Jayapura.
Govori se uz desnu obalu donjeg toka rijeke Mamberamo. Etnička grupa (pleme) zove se Bapu.

## Vanjske poveznice
- Ethnologue (14th)
- Ethnologue (15th)